# Puebla de Obando
Puebla de Obando ist eine spanische Gemeinde (municipio) mit 1.806 Einwohnern (Stand: 2024) in der Provinz Badajoz in der Autonomen Gemeinschaft Extremadura. 

## Lage
Puebla de Obando liegt etwa 57 Kilometer nordwestlich von Mérida in einer Höhe von ca. 380 m in der Serra de São Mamede. 

## Sehenswürdigkeiten
- Ildefonsokirche (Iglesia de San Ildefonso)
- Rathaus

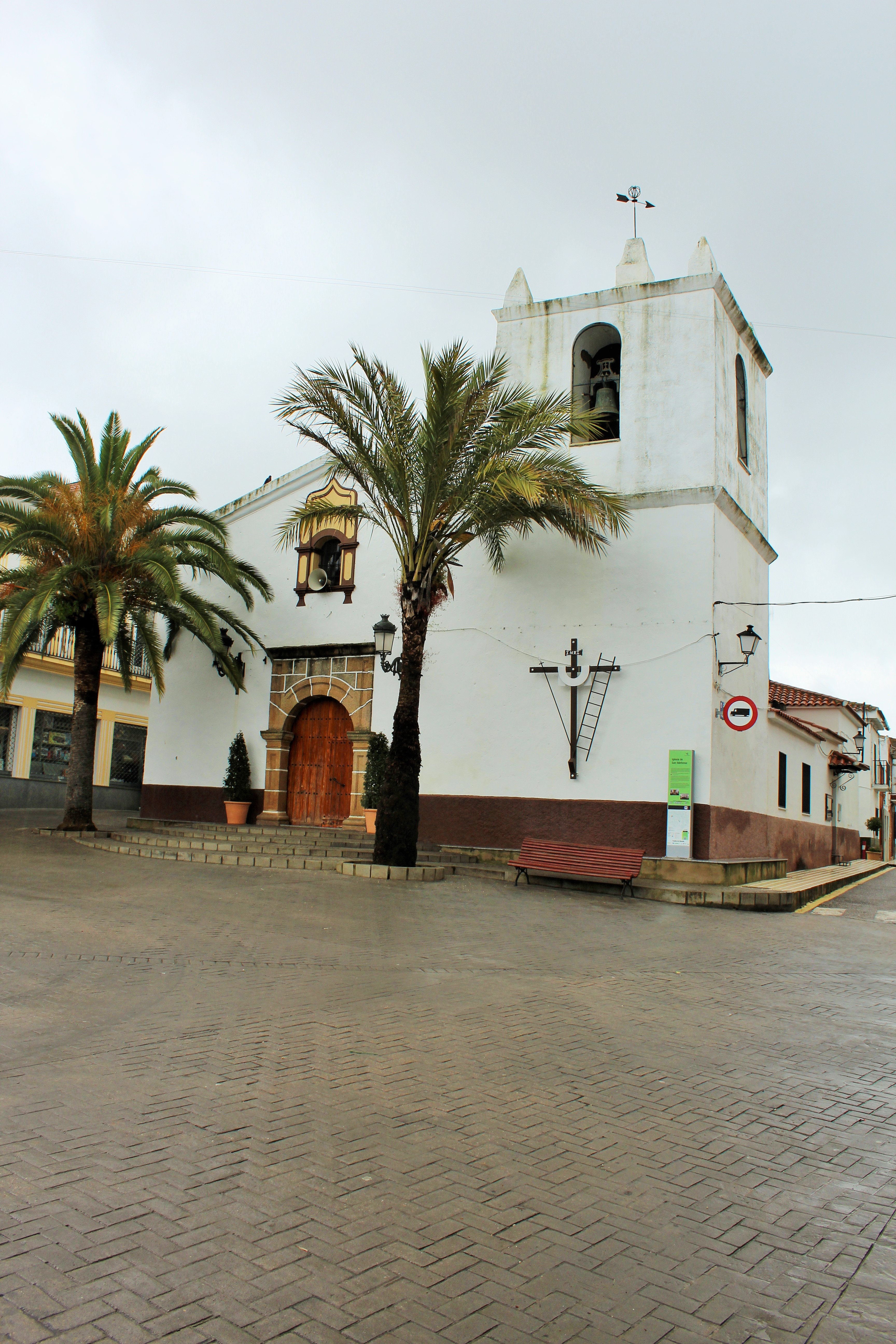
Ildefonsokirche
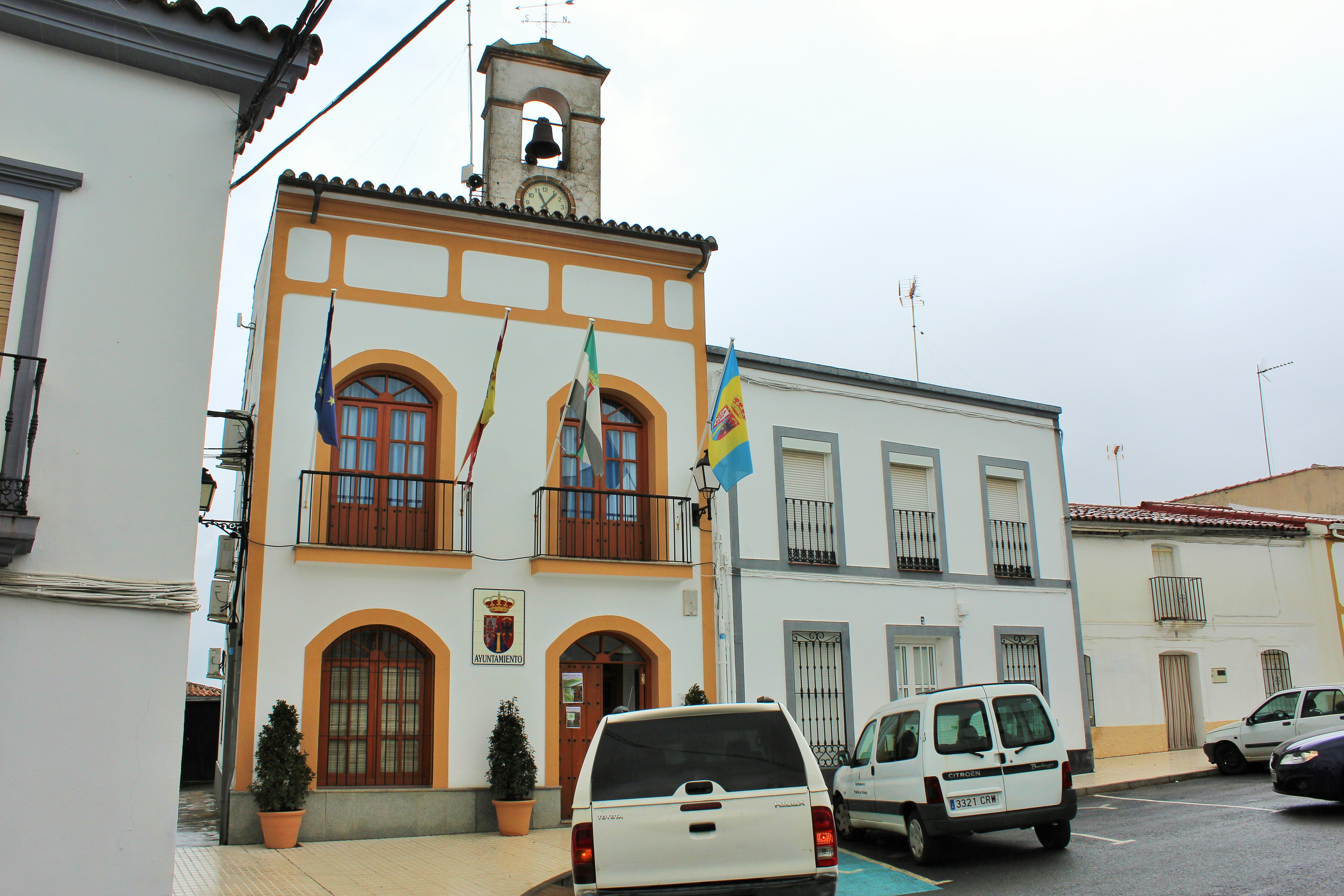
Rathaus

## Persönlichkeiten
- Fernando Pacheco Flores (* 1992), Fußballspieler (Torwart)